# Ally McCoist
Alistair "Ally" Murdoch McCoist MBE (Belshill, 24 de setembro de 1962), é um ex-futebolista escocês que atuava como atacante. 

## Ídolo no Rangers
Foi goleador e um dos jogadores-símbolo do Rangers, onde dedicou quinze dos 22 anos em que foi jogador profissional. McCoist começara no pequeno St. Johnstone, onde despertou interesse aos 19 anos. Após duas temporadas fracas no inglês Sunderland, chegou em 1983 ao Gers, de onde sairia apenas em 1998.
No clube protestante de Glasgow, McCoist ganhou dez campeonatos escoceses, participando de todos os títulos do eneacampeonato (nove títulos seguidos) entre 1988 e 1997, igualando uma marca que era motivo de orgulho do arqui-rival Celtic.
Duas vezes maior artilheiro europeu, em 1992 e 1993, acabou não recebendo a Chuteira de Ouro da France Football pois desde 1990 a publicação tornara o prêmio oficioso, só reoficializando-o mais tarde. Também foi duas vezes artilheiro da Liga dos Campeões da UEFA, em 1988 e nove anos mais tarde, em 1997, quando já tinha 34 anos.
Maior artilheiro do Rangers, com 251 gols na Liga Escocesa e 355 no total pelo clube, não à toa ganhou o apelido de "Super Ally" pelos fãs.

## Seleção
McCoist também é o quinto maior artilheiro da Seleção Escocesa, pela qual jogou entre 1985 e 1998. Apesar de ter sido artilheiro do Campeonato Escocês de 1985/86 (a primeira das três vezes em que foi o maior goleador do torneio), não convenceu Alex Ferguson a chamá-lo à Copa do México.
Sua primeira e única Copa acabou sendo a de 1990. Pela Escócia, jogou também as Eurocopas de 1992 e 1996, a última participação do país no torneio. Como sempre, os escoceses caíram em todos esses torneios na primeira fase.As vésperas da Copa do Mundo de 1998, era nome certo na lista final,mais o então técnico da Escócia, Craig Brown resolveu não chamá-lo. Ally irritado resolveu surpreender e marcou a data de seu casamento justamente no dia em que a seleção de seu país poderia estar decidindo a vaga para as oitavas de final.

## Final da carreira
Saiu do Rangers após a perda do título escocês de 1998, quando o Celtic conseguiu quebrar a série do seu clube. Isso afetou inclusive seu status na seleção, não sendo chamado para a Copa do Mundo da França, mesmo com a alta média de idade dos jogadores convocados. No segundo semestre de 1998, McCoist foi para o Kilmarnock, onde encerrou a carreira em 2001, perto de completar 39 anos.

## Em comissões técnicas
Desde janeiro de 2007, integra a comissão técnica de Walter Smith no Rangers, já tendo integrado a da Seleção Escocesa com o mesmo treinador.